# تاكويا فورويا
تاكويا فورويا (باليابانية: 古谷拓哉؛ بالكانا: ふるや たくや) هو لاعب كرة قاعدة ياباني، ولد في 14 يوليو 1981 في كيتامي في اليابان.

## وصلات خارجية
- تاكويا فورويا على موقع الدوري الياباني لكرة القاعدة (الإنجليزية)
- تاكويا فورويا على موقعبيزبول رفرنس.كوم (الدوري الثانوي) (الإنجليزية)